# Parafia św. Łukasza w Skórkowicach
Parafia pw. św. Łukasza w Skórkowicach – rzymskokatolicka parafia w Skórkowicach, należąca do dekanatu żarnowskiego w diecezji radomskiej. 

## Historia

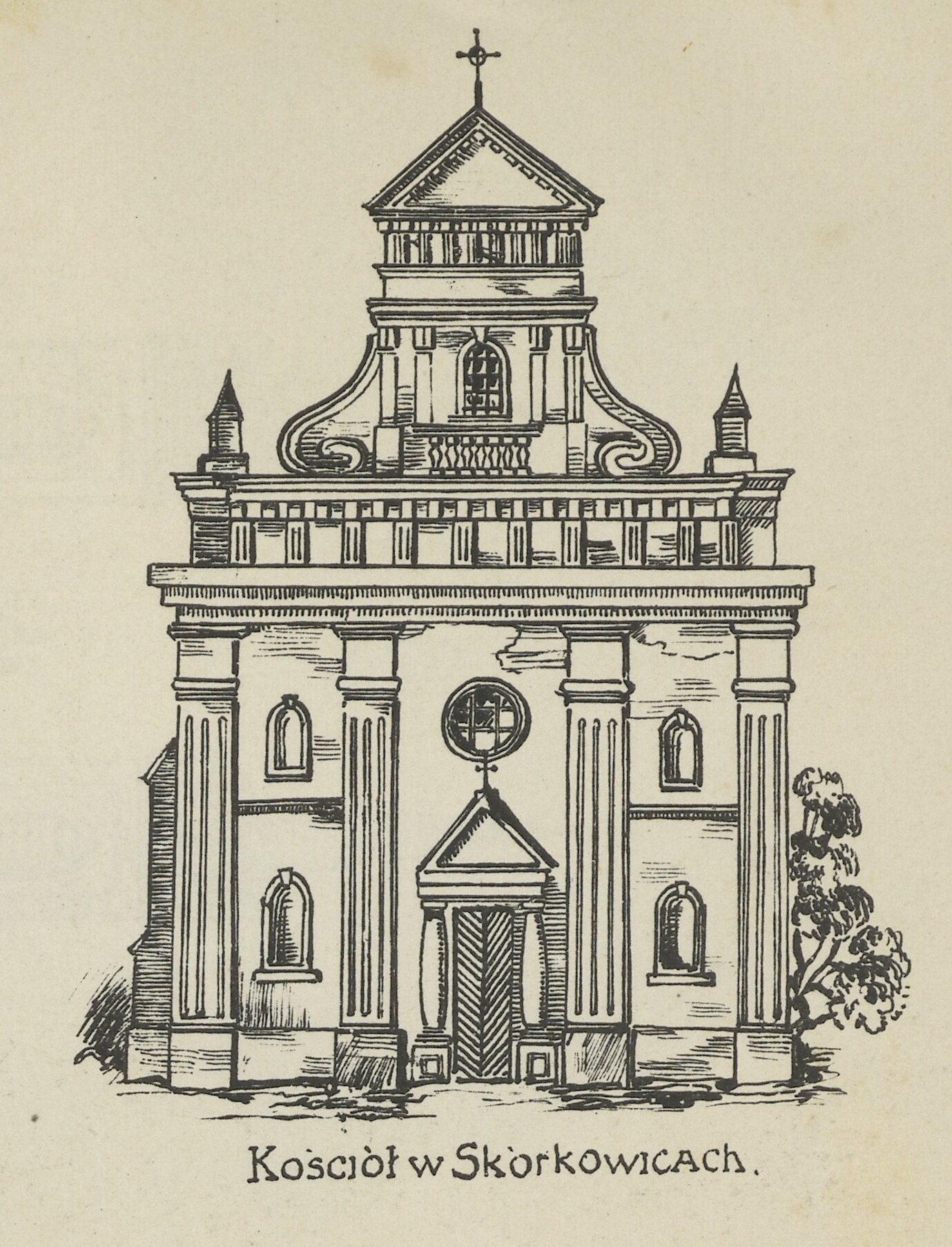
Kościół przed 1913

- Pierwotny kościół modrzewiowy z fundacji dziedziców Skórkowskich herbu Jelita pochodził z 1313. Istniał on jeszcze w 1413. Około 1521 postawiono nowy kościół drewniany. Parafia powstała przed 1521. Kolejny kościół murowany fundacji Stanisława Skórkowskiego, sekretarza królewskiego zbudowany został w latach 1639–1648. W 1817 uległ on spaleniu. Do pozostałych murów dobudowano staraniem ks. Marka Gujskiego w 1888 nawę. Konsekrował tę świątynię w 1897 bp Antoni Sotkiewicz. Kościół został rozbudowany według projektu arch. Słonimskiego i Prokulskiego z Radomia w latach 1924–1925 staraniem ks. Jana Zajączkowskiego. Odnawiany był w latach 1945–1947, jak też w 1969. Jest to budowla jednonawowa, orientowana, zbudowana z kamienia. Z kościoła siedemnastowiecznego zachowane zostały mury prezbiterium oraz kwadratowa kaplica przy nawie od strony południowej.

## Terytorium
- Do parafii należą: Afryka, Brzezie, Ciechomin, Dąbie, Justynów, Klew, Klew-Kolonia, Ławki, Młynek, Papiernia, Poręba, Reczków, Ruszenice, Ruszenice-Kolonia, Siucice, Siucice-Kolonia, Skórkowice, Skumros, Sulborowice, Wolica[1].

## Proboszczowie
- 1946–1948 – ks. Władysław Stefan Zagner
- 1949–1977 – ks. Adam Cieloch
- 1977–1984 – ks. Jan Stanisławski
- 1984–1987 – ks. Wacław Mączyński
- 1987–1990 – ks. Czesław Golonka
- 1990–2003 – ks. kan. Jan Kopyt
- 2003–2011 – ks. Stanisław Styś
- 2011–2016 – ks. Józef Dujko
- od 2016 – ks. Mirosław Woźniak